# The Celts (singel Enyi)
The Celts – singel irlandzkiej wokalistki i kompozytorki Enyi, promujący jej studyjny album o tym samym tytule będący wznowieniem wydawnictwa Enya z 1986 roku, wydany nakładem Warner Music w 1992 r.

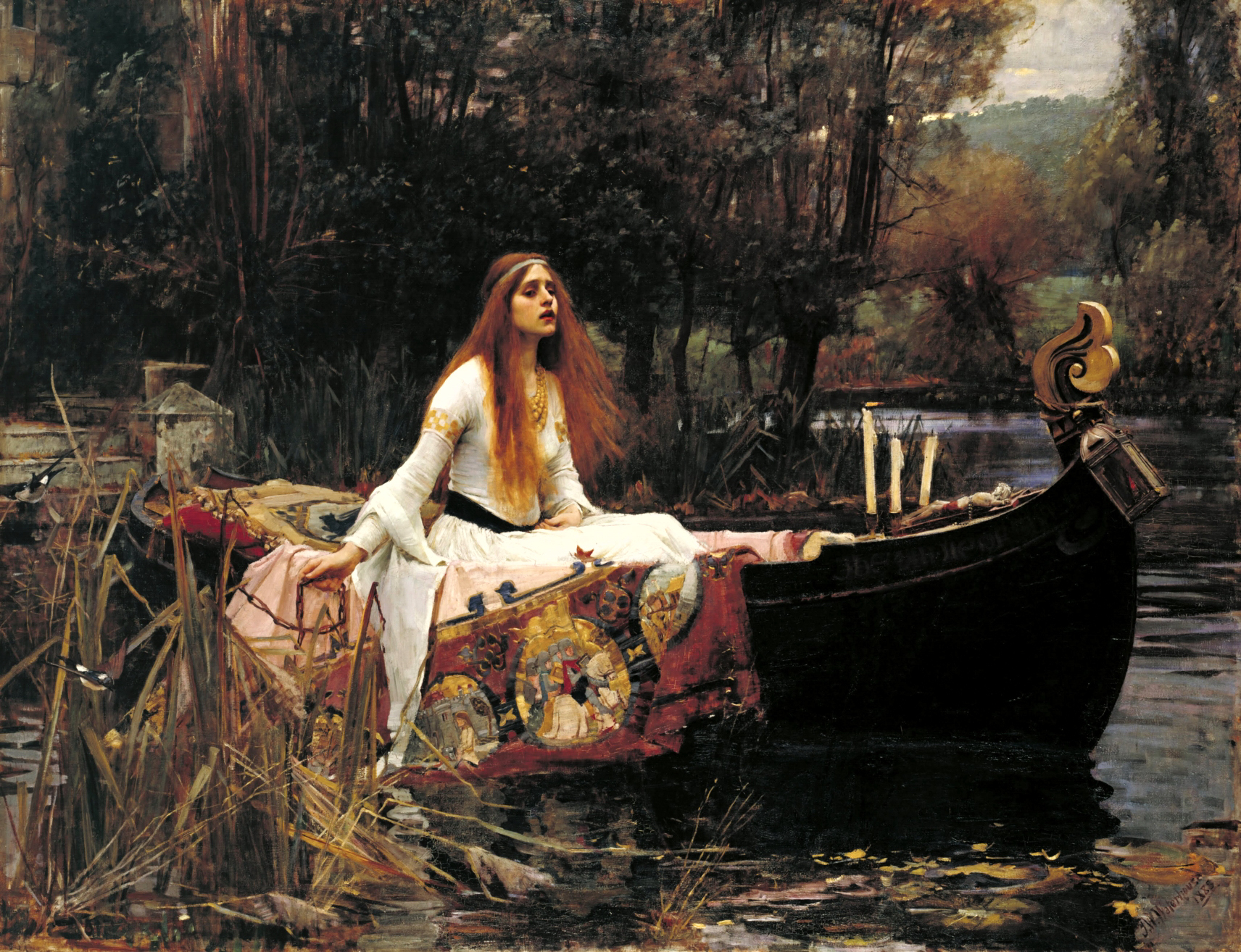
Obraz Waterhousa „The Lady of Shalott” był inspiracją do klipu Enyi „The Celts”

## Historia nagrania i promocja
Już od pierwszych chwil tworzenia, „The Celts” miało stać się motywem otwierającym dokumentalny serial BBC pod tym samym tytułem. Według słów samej Enyi w wywiadzie dla BBC w 1987:
```
„Jeśli chodzi o utwór otwierający, szukałam czegoś chwytliwego, a zarazem oryginalnego, innego od wszystkiego co napisałam do „The Celts”. I wówczas, hmm, pracowałam jednocześnie na fortepianie i syntezatorze, i nagle właśnie na sytezatorze znalazłam odpowiedni riff. Szło to w stylu „bum bum-bum bum-bum”, coś takiego. Bardzo mi się to spodobało i zaczęłam pisać do tego melodię na prawą rękę. Od tego momentu poszło to już samo z siebie”
[
3
]
.
```

Wydaniu singla nie towarzyszyły żadne występy promocyjne, natomiast do wydawnictwa nakręcono klip w reżyserii Michaela Geoghegana. Zdjęcia trwały kilka dni na terenie Bodhaim Castle (Anglia, hrabstwo East Sussex). Wiele ujęć nawiązuje do postaci celtyckich legend i baśni, a także do obrazu Johna Williama Waterhouse’a „The Lady of Shalott”. Jest to ostatni klip Enyi we współpracy z Michaelem Geogheganem.

## Dostępne wydania
Singel wydano na małej płycie winylowej (SP), maxi singlu CD oraz na kasecie magnetofonowej (single cassette).
| Maxi CD(DE) – (AUS) | Maxi CD(DE) – (AUS)                                    | Maxi CD(DE) – (AUS) |
| Nr                  | Tytuł utworu                                           | Długość             |
| ------------------- | ------------------------------------------------------ | ------------------- |
| 1.                  | „The Celts” (Enya-Roma Ryan)                           | 2:56                |
| 2.                  | „Oíche chiún (Silent Night)” ((muz. i sł. tradycyjne)) | 3:44                |
| 3.                  | „'S Fagaim mo Bhaile” (Enya-Roma Ryan)                 | 3:57                |
|                     |                                                        | 10:37               |

| Maxi CD(DE) – (JP) | Maxi CD(DE) – (JP)                                     | Maxi CD(DE) – (JP) |
| Nr                 | Tytuł utworu                                           | Długość            |
| ------------------ | ------------------------------------------------------ | ------------------ |
| 1.                 | „The Celts” (Enya-Roma Ryan)                           | 2:56               |
| 2.                 | „Oíche chiún (Silent Night)” ((muz. i sł. tradycyjne)) | 3:44               |
| 3.                 | „Storms in Africa (Part II)” (Enya-Roma Ryan)          | 3:01               |
| 4.                 | „Eclipse” (Enya)                                       | 1:54               |
|                    |                                                        | 11:35              |

| CD Single(DE), winyl 7 cali (UK), casette single (UK) | CD Single(DE), winyl 7 cali (UK), casette single (UK)  | CD Single(DE), winyl 7 cali (UK), casette single (UK) |
| Nr                                                    | Tytuł utworu                                           | Długość                                               |
| ----------------------------------------------------- | ------------------------------------------------------ | ----------------------------------------------------- |
| 1.                                                    | „The Celts” (Enya-Roma Ryan)                           | 2:56                                                  |
| 2.                                                    | „Oíche chiún (Silent Night)” ((muz. i sł. tradycyjne)) | 3:44                                                  |
|                                                       |                                                        | 6:40                                                  |

## Miejsca na listach przebojów i listach sprzedaży
Poniższa tabela przedstawia najwyższe pozycje na listach przebojów i listach sprzedaży w poszczególnych państwach, w których singiel został odnotowany:
| Nazwa listy                | Najlepszy wynik |
| -------------------------- | --------------- |
| UK Singles Chart           | 29              |
| Polska Lista Pr. Trzeciego | 29              |